# Reuben Jones
Reuben Samuel „Ben” Jones (ur. 19 października 1932 w Newport, zm. 3 stycznia 1990 w Melton Mowbray) – brytyjski jeździec sportowy. Złoty medalista olimpijski z Meksyku. 
Sukcesy odnosił we Wszechstronnym Konkursie Konia Wierzchowego. Igrzyska w 1968 były jego drugą olimpiadą, wcześniej brał udział w IO 64. W Meksyku w konkursie indywidualnym zajął piąte miejsce, triumfował w drużynie. Partnerowali mu Derek Allhusen i Richard Meade. Startował na koniu The Poacher. W 1967 i 1969 zdobywał drużynowy tytuł mistrza Europy.